# 杨木林镇
杨木林镇，是中华人民共和国吉林省辽源市东丰县下辖的一个乡镇级行政单位。

## 行政区划
杨木林镇下辖以下地区：
杨木林村、太平村、永久村、久安村、城子村、太安村、双太村、蛤蚂河村、永新村、四合村、兴安村、兴胜村和双山村。